# Лампиао
Лампиао (порт. Lampião) — прозвище Виргулино Феррейра да Силвы (порт. Virgulino Ferreira da Silva, 7 июля 1897, Серра-Тальяда, Бразилия — 28 июля 1938, Посу-Редонду, Бразилия), известного бразильского разбойника-кангасейро (порт. cangaceiro — разбойник, человек вне закона). 

## Биография
Родился в семье небогатого скотовода, после ряда конфликтов с соседями стал разбойником, к 1922 году возглавив собственную банду. Она занималась грабежами городков и ферм, путешественников, вымогательством, похищениями людей с целью получения выкупа, вступала в перестрелки с полицией. Свое прозвище «Лампиао» (т.е. лампа) он получил за то, что во время ночной перестрелки мог стрелять так часто, что его винтовка освещала местность как лампа.
В 1926 году местные власти решили привлечь его банду к борьбе с революционной колонной Престеса. Ему пообещали помилование и произвели его в капитаны, но вскоре он вновь занялся разбоем.
В конце концов, 28 июля 1938 года, полиция застигла его банду врасплох, когда бандиты спали. Вместе с Лампиао была его возлюбленная по прозвищу «Мария Бонита» (т.е. «Прекрасная Мария»). Но разбойников все же не взяли живыми — они проснулись и оказали сопротивление. В этой перестрелке погибли и Лампиао, и его возлюбленная. Отрезанная голова Лампиао долго хранилась в местном музее. Лампиао и его возлюбленная стали своего рода бразильскими фольклорными героями.